# Bartolomeo Cavaceppi
Bartolomeo Cavaceppi, né à Rome vers 1715-1716 et mort dans cette ville le 9 décembre 1799, est un sculpteur et restaurateur italien qui travailla à Rome.

## Biographie

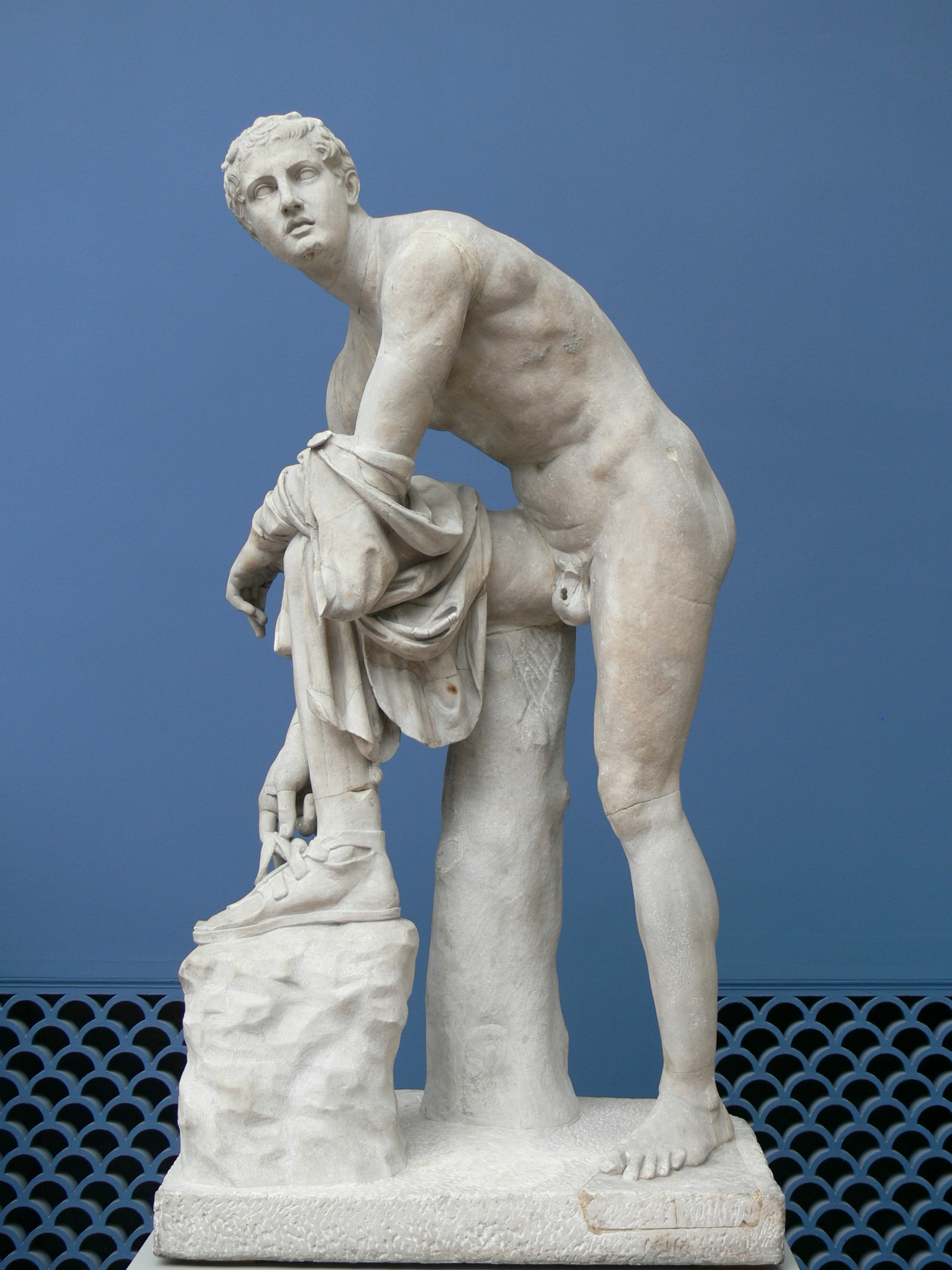
Hermes, statue antique restaurée par Cavaceppi, Glyptothèque de Carlsberg.

Selon le témoignage de Cavaceppi lui-même, en 1729, il entre dans l'atelier du sculpteur français Pierre-Étienne Monnot où il se forme. Cependant, cette date doit être prise avec une certaine prudence. Des documents attestent qu'il est l'élève du sculpteur Carlo Antonio Napolioni, un restaurateur de sculptures travaillant pour le cardinal Alessandro Albani, qui va devenir un grand mécène de Cavaceppi et dont Francesco Giuseppe Napoleoni, qui a fourni des sculptures pour la colonnade du Bernin place Saint-Pierre peut avoir été un parent. Les deux sculpteurs partagent un atelier.
En 1732, il participe au concours de sculpture Clémentino organisé par l'Accademia di San Luca, créant un modèle copié de l'Habacuc du Bernin. Très vite, il s'impose comme un restaurateur de renommée internationale, grâce également au soutien du cardinal Alessandro Albani, premier antiquaire de Rome, dont la prestigieuse collection d'œuvres anciennes date de 1734.
La relation avec le prélat lui permet d'obtenir de nombreuses commandes de nombreux voyageurs étrangers de passage à Rome, notamment de collectionneurs britanniques qui souhaitent créer des collections après leur retour au pays.
Une grande partie de son travail consiste à restaurer des sculptures romaines antiques, à faire des moulages, des copies et des faux d'antiquités, domaines dans lesquels il excelle et qui le mettent en contact avec tous les virtuosi : il est un ami proche et un informateur de Johann Joachim Winckelmann, qu'il accompagne lors de son dernier voyage en Allemagne en 1768. Dans le climat de manie antiquaire, typique du milieu du XVIIIe siècle, son atelier de restauration est fréquenté par les plus célèbres collectionneurs d'Europe, dont Frédéric II (roi de Prusse) et Catherine II.
L'influence de Winckelmann et le goût évolutif du cardinal Albani ont peut-être contribué à la prise de conscience de Cavaceppi de la pertinence des restaurations, un domaine dans lequel les sculpteurs antérieurs avaient largement improvisé. Le goût baroque des restaurations ornées d'antiquités avait favorisé les surfaces polies finement poncées, les marbres colorés et les techniques mixtes, ainsi que les restaurations hautement spéculatives de fragments parfois incongrus. Ce n'est qu'au XIXe siècle que les collectionneurs commenceront à apprécier des fragments de sculpture : un torse sans tête ne se vend pas facilement dans la Rome du XVIIIe siècle.
Ses travaux de restauration des sculptures les plus importantes des Musées du Capitole, sous les pontificats des papes Benoît XIV et Clément XIII, sont décrits dans l'ouvrage Collection de statues antiques, bustes, têtes familières. . . (Rome 1769-1772).
Dans le concours pour la réalisation d'un marbre permanent de saint Norbert de Xanten pour la dernière niche disponible dans la basilique Saint-Pierre, Cavaceppi, le candidat privilégié par le cardinal Albani, perd finalement, préféré à la manière baroque déclamatoire plus conservatrice de Pietro Bracci qui reçoit la commande.
Cavaceppi, « certainement l'une des personnalités artistes les plus sous-estimées de cette époque » selon Seymour Howard, est le restaurateur en chef du pape, et il est possible d'évaluer l'importance de sa clientèle à partir des planches qui illustrent les œuvres d'art qui ont été restaurées dans son vaste atelier de la Raccolta, qui paraissent en trois volumes in-folio, en 1768-72. Haskell et Penny notent que sur soixante planches du premier volume, trente-quatre reproduisent des œuvres appartenant déjà à des Anglais, tandis que dix-sept autres montrent des œuvres de collections allemandes. Le reste est réparti entre les cardinaux Alessandro Albani et Giuseppe Alessandro Furietti (1684-1764) et le comte Giuseppe Fede qui possède une partie du site de la Villa d'Hadrien où il a effectué des fouilles, ainsi qu'une aux musées du Capitole et un autre appartenant à Jacques-Laure le Tonnelier de Breteuil, le Bailli de Breteuil. Le volume de l'année suivante montre soixante planches de sculptures qui sont toutes sur le marché. Cavaceppi a ainsi constitué une fortune considérable grâce à son travail.
L'atelier de Cavaceppi, doté d'une multitude d'assistants, est une étape pour tous les jeunes connaisseurs faisant le Grand Tour. Johann Wolfgang von Goethe décrit sa visite dans Voyages en Italie (XXXII).
Joseph Nollekens lui a acheté des moulages des Centaures de Furietti qui sont toujours visibles à Shugborough Hall, Staffordshire ; Cavaceppi produit également des copies grandeur nature en marbre.
Ses sculptures étaient présentées à la vente au Museo Cavaceppi entre la Piazza di Spagna et la Piazza del Popolo (Rome), le quartier de Rome le plus fréquenté par les étrangers.
Dans les années 1770, il sculpte une version réduite de la colonne Trajane, qui est achetée par le virtuose anglais Henry Blundell pour compléter ses antiquités à Ince Blundell ; Blundell acquiert également son modèle de travail, une colonne en bois peinte en grisaille.
Au moment de sa mort, la collection de fragments et de moulages du Museo est considérable. Le prince Giovanni Torlonia achete plus d'un millier d'articles provenant de sa succession ; elles formeront la base de la collection Torlonia. Dans un certain sens, Vincenzo Pacetti, qui a collaboré avec Cavaceppi sur les restaurations et qui a supervisé les restaurations et l'exposition de la collection Borghese à la Villa Borghèse est son successeur.

Il signe rarement ses œuvres ; certaines de ses statues sont connues pour avoir été de sa main, d'autres ont été confondues avec des antiquités originales. L'activité de sculpteur de Cavaceppi s'est concentrée avant tout dans les copies de statues anciennes, même s'il a produit des œuvres originales, telles que Charles I, Ceres, Diana, Federico II, inspirées du néo-classicisme naissant.

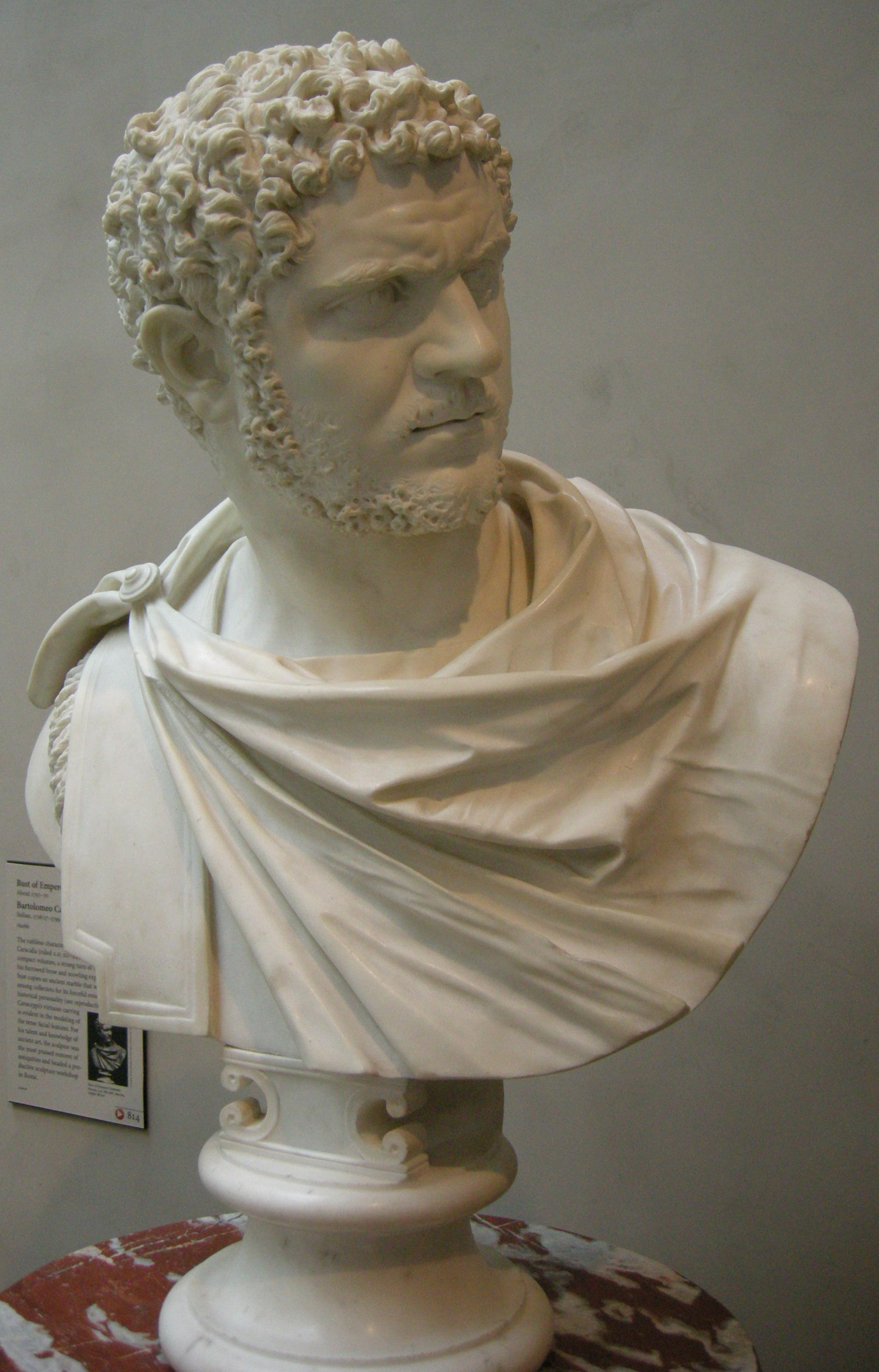
Buste de Caracalla, vers 1750-70, par Bartolomeo Cavaceppi.

## Récompenses et distinctions
Pour ses contributions à la création des musées du Vatican, basés en grande partie sur la collection d'Albani, Cavaceppi a été fait chevalier de l'Ordre de l'Éperon d'or en 1770, la même année que Wolfgang Amadeus Mozart, et est désigné comme Cavaliere Cavaceppi.
Une exposition « Bartolomeo Cavaceppi », organisée par CA Picon à Londres en 1983, a contribué à le faire sortir de l'ombre.